# Malitbog (Bukidnon)
Malitbog is een gemeente in de Filipijnse provincie Bukidnon op het eiland Mindanao. Bij de laatste census in 2007 had de gemeente bijna 22 duizend inwoners.

## Geografie

### Bestuurlijke indeling
Malitbog is onderverdeeld in de volgende 11 barangays:
| - Kalingking - Kiabo - Mindagat - Omagling - Patpat - Poblacion | - Sampiano - San Luis - Santa Ines - Silo-o - Sumalsag |

## Demografie
Malitbog had bij de census van 2007 een inwoneraantal van 21.948 mensen. Dit zijn 2.483 mensen (12,8%) meer dan bij de vorige census van 2000. De gemiddelde jaarlijkse groei komt daarmee uit op 1,67%, hetgeen lager is dan het landelijk jaarlijks gemiddelde over deze periode (2,04%). Vergeleken met de census van 1995 is het aantal mensen met 5.534 (33,7%) toegenomen.

De bevolkingsdichtheid van Malitbog was ten tijde van de laatste census, met 21.948 inwoners op 581,85 km², 37,7 mensen per km².